# Lejota
Lejota là một chi ruồi trong họ Syrphidae.